# Presa de Pilchowice

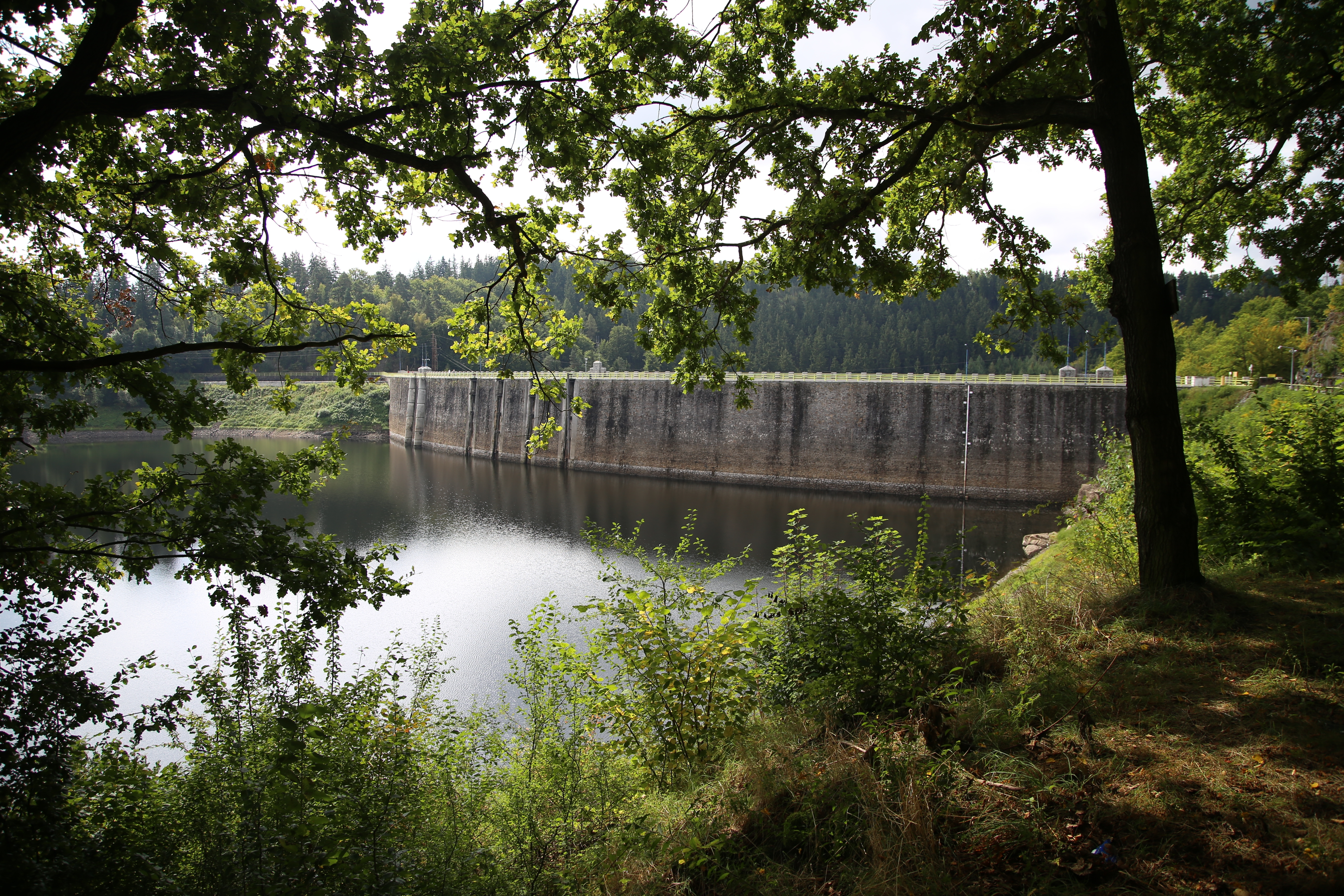
Vista desde la orilla derecha del Bóbr por encima de la presa.

Presa de Pilchowice (alemán: Bobertalsperre Mauer, Talsperre Mauer, también Mauertalsperre) – es la más alta presa de piedra y en forma de arco y al mismo tiempo la segunda presa hidroeléctrica más alta (después de Solina)  y la segunda más antigua (después de la presa de Leśna) de Polonia. Se encuentra cerca de Pilchowice. Fue construida por la empresa B. Liebold & Co. AG (Holzminden/Berlín) bajo la dirección de Alberto Cucchiero, según el proyecto del profesor Otto Intze y el Dr. Curt Bachmann. Además, sigue siendo la presa de piedra y arco más alta de Polonia en la actualidad.

## Historia

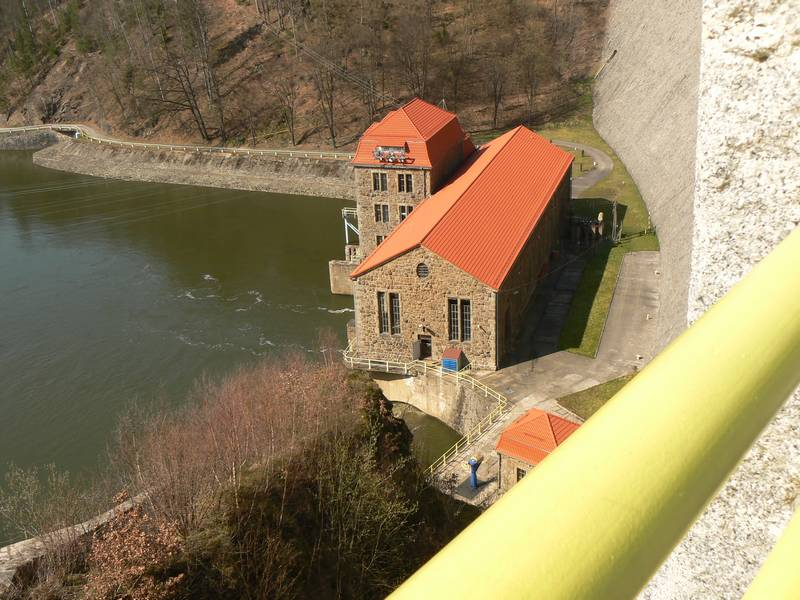
Central hidroeléctrica

La presa de Pilchowice se construyó sobre el río Bóbr entre 1902 y 1912 para protegerlo de las inundaciones. La decisión de construirla se tomó el 3 de julio de 1900, como consecuencia de una gran inundación ocurrida en 1897. Las primeras obras comenzaron en 1902. En 1904, se inició la excavación de un canal para alejar el agua del terreno de construcción. El canal tiene 9 m de ancho, 7 m de alto y 383 m de largo. A una distancia de 152 m de la entrada hay un pozo de 45 m con una esclusa de hormigón para controlar el flujo de agua (la esclusa sigue funcionando en la actualidad). Después de la construcción del canal, se crearon barreras detrás de la entrada del canal y delante de la salida del canal, lo que permitió drenanar y preparar la zona para la construcción (la barrera delante de la entrada del canal sigue existiendo hoy en día, pero está por debajo del nivel del agua como una protección contra el transporte de trozos de roca más pesados por el fondo y otros elementos que podrían poner en peligro la presa). El 20 de junio de 1908 tuvo lugar la ceremonia de colocación de la piedra angular y el acto de fundación de la presa. En 1906, 1908 y 1909 las aguas crecidas inundaron los fundamentos.
La presa y el puente cercano se construyeron entre 1905 y 1906 como parte de una única inversión junto con la construcción de la línea Jelenia Góra-Zagań (el Ferrocarril del Valle de Bóbr), que se estaba levantando desde 1902. La presa iba a tener una función de control de inundaciones, energética y turística, mientras que la línea ferroviaria junto con el puente sobre ella iba a proporcionar acceso a la presa. La presa tenía 62 m de altura y 290 m de longitud en la cresta y 140 m en el pie. El grosor de su muro en la base era de 50 m y en la cresta de 7 m. En el momento de su puesta en marcha era la mayor presa de piedra y hormigón de Europa. La superficie del embalse creado (lago de Pilchowice) era de 240 ha, su profundidad en la presa era de 46 m y su volumen era de 50 millones de m³.

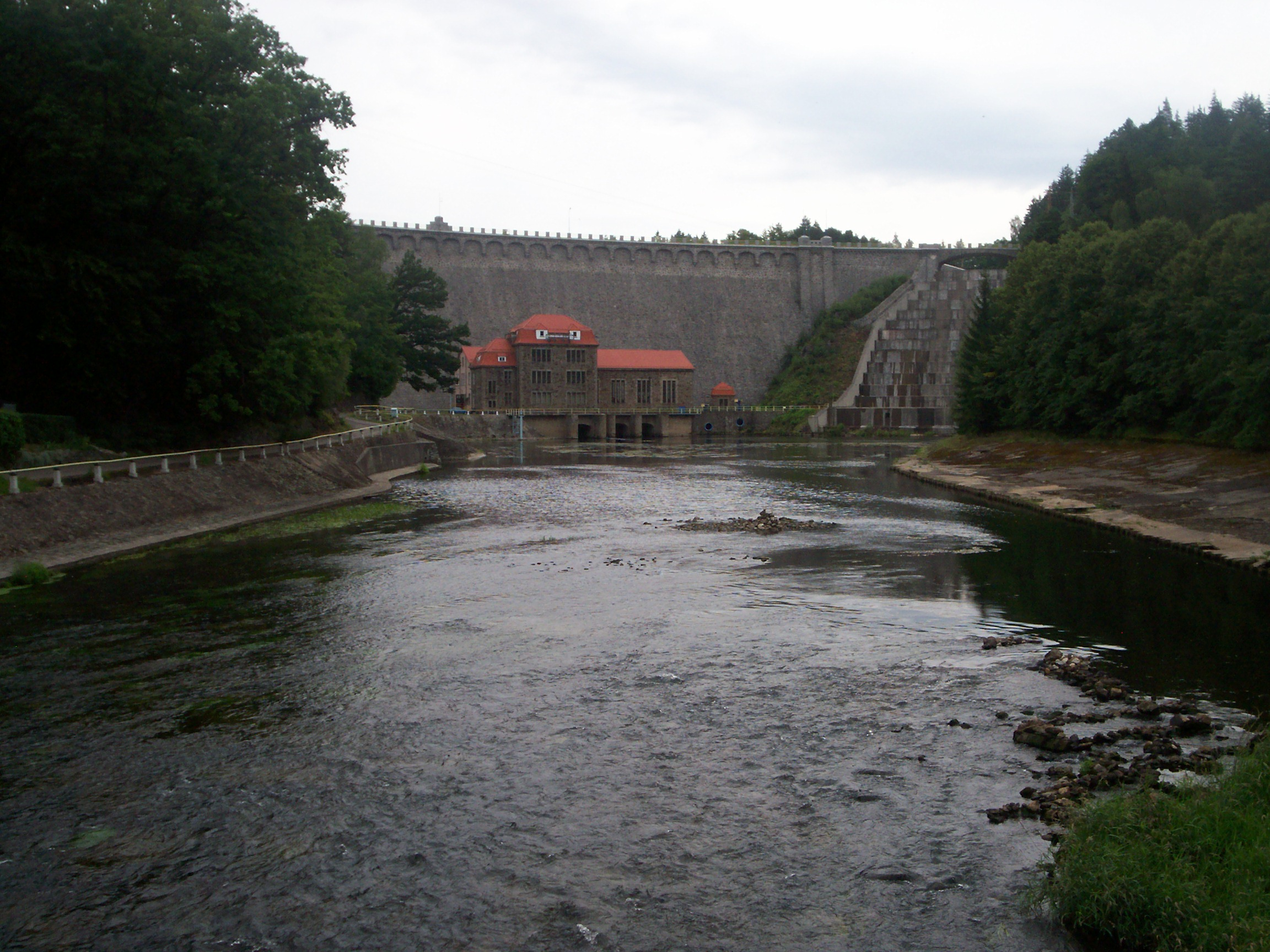
Central hidroeléctrica y presa

La inauguración oficial del puente tuvo lugar el 16 de noviembre de 1912 en presencia del emperador Guillermo II de Alemania.
Desde el comienzo de la explotación de la presa, las inundaciones en el valle de Bober sólo ocurrieron en 1915, 1926, 1930, 1938, 1958 y 1997. En la presa se construyó una central eléctrica equipada con turbinas hidráulicas del sistema Francis y Kaplan y generadores. Al principio había cinco conjuntos de turbinas en la central, y desde los años 20 existen seis. Tras la última modernización en 2013, la capacidad de la central se incrementó de 7,5 a 13.364 MW gracias al uso de nuevos conjuntos de turbinas.
La presa de Pilchowice y sus alrededores fueron reconstruidos en el juego The Vanishing of Ethan Carter. Esta zona, junto con otros elementos tomados de otras regiones de Polonia, se convirtió en el escenario del juego.